# Czerpowody
Czerpowody (ukr. Черповоди) – wieś na Ukrainie, w obwodzie czerkaskim, w rejonie humańskim. W 2001 roku liczyła 784 mieszkańców.
W pierwszej połowie XIX wieku Moszczeńscy wznieśli we wsi parterowy dwór.